# Hydriomena glaucata
Hydriomena glaucata là một loài bướm đêm trong họ Geometridae.